# الموسم (أرحب)

تعديل مصدري - تعديل

الموسم هي إحدى قرى عزلة زندان بمديرية أرحب التابعة لمحافظة صنعاء، بلغ تعداد سكانها 213 نسمة حسب تعداد اليمن لعام 2004.